# Dibenzo(a,j)acridin
Dibenzo[a,j]acridin ist eine chemische Verbindung und ein Isomer der Dibenzoacridine aus der Gruppe der polycyclischen aromatischen stickstoffheterocyclischen Verbindungen. Diese sind eine Gruppe bekannter Umweltschadstoffe mit mutagenen und karzinogenen Eigenschaften.

## Vorkommen
Dibenzo[a,j]acridin kommt in der Umwelt in Zigarettenrauch, Industrieabwässern und Abgasen von Benzinmotoren vor.

## Gewinnung und Darstellung
Dibenzo[a,j]acridin kann durch Reaktion von N,N-Di(2-naphthyl)amin mit 5-Aminobenzo[b]selenophen und Iod bei 280–290 °C gewonnen werden.

## Eigenschaften
Dibenzo[a,j]acridin ist ein geruchloser gelblicher Feststoff, der praktisch unlöslich in Wasser ist.

## Verwendung
Dibenzo[a,j]acridin kann als analytischer Standard für die Bestimmung in Asphalt und entsprechendem Sickerwasser sowie in Umweltproben mittels Chromatographieverfahren verwendet werden.

## Regulierung
Über den Safe Drinking Water and Toxic Enforcement Act of 1986 besteht in Kalifornien seit dem 1. Januar 1988 eine Kennzeichnungspflicht für Produkte, die Dibenzo[a,j]acridin enthalten.